# Джанкарло Де Систи
Джанкарло Де Систи (на италиански: Giancarlo De Sisti) е италиански футболист, полузащитник.

## Кариера
Де Систи играе за клуба в родния си град Рома на два пъти и Фиорентина, спечелвайки няколко отличия с двата клуба. Той прави своя дебют в Серия А с Рома при победата с 2:1 над Удинезе на 12 февруари 1961 г. Той се радва на най-успешния си период във Фиорентина, който включва титла през 1969 г. Печели Копа Италия с двата клуба през 1964 и 1966 г.

## Отличия

### Отборни
Рома
- Копа Италия: 1963/64

Фиорентина
- Серия А: 1968/69
- Копа Италия: 1965/66
- Купа Митропа: 1966

### Международни
Италия
- Европейско първенство по футбол: 1968

### Индивидуални
- Зала на славата на Фиорентина[4]
- Зала на славата на АС Рома: 2016[5]